# 민네장

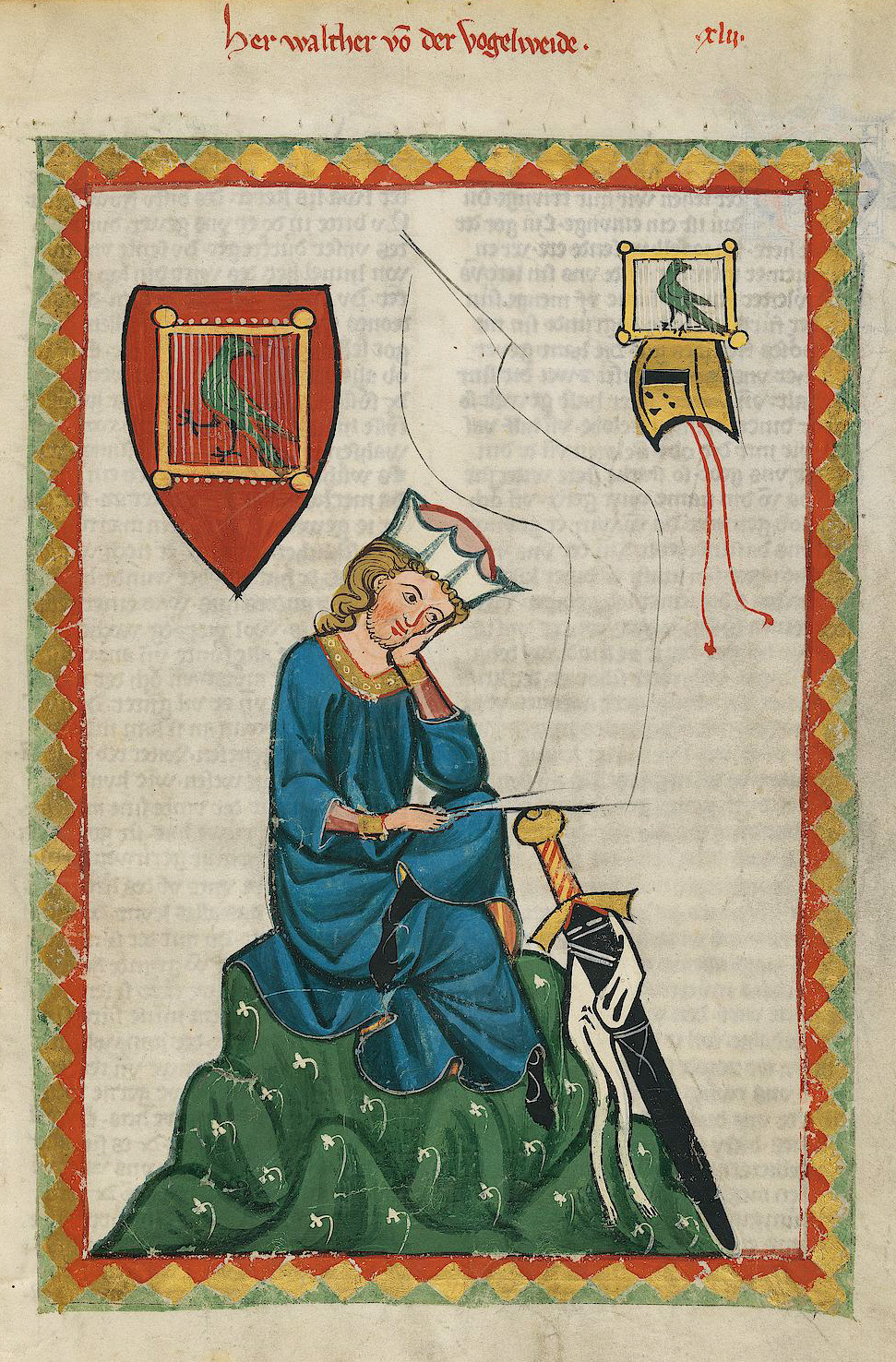
민네쟁어 발터 폰 데어 포겔바이더

민네장(Minnesang)은 12세기에서 14세기 사이 독일에서 유행하던 서정시 및 연애 가곡 장르이다. '민네'는 사랑, '장'은 노래라는 뜻이다. 민네장 곡은 민네리트(Minnelied), 민네장을 만들고 부르는 사람은 민네쟁어(Minnesänger)라고 한다. 민네쟁어는 대부분 하층 서민이었지만 귀족 출신의 민네쟁어가 없었던 것은 아니다.
궁정적 사랑으로서의 민네는 사랑의 열망으로서 개인적인 정열을 나타내었다. 다른 한편으로는 사회적 한계를 인정하는 것으로 규범에 부합되는 궁정의 법도를 보여주었다. 남녀의 사랑을 주로 다루었으며 이때 남자는 기사이고 여자는 귀부인이다. 기사는 귀부인에게 아무런 보상도 바라지 않고 순수한 은총만을 바라고 사랑의 봉사를 한다. 체념하면서도 끊임없이 흠모하는, 높은 기상의 고양된 마음은 충족될 수 없는 동경을 통해 지속적이고 정신적인 감동으로 이어진다. 성모 마리아에 대한 연모의 정이 세속적인 귀부인에게로 옮겨와 순수연애를 주제로 한 문학이 전개되었다. 민네는 이러한 긴장관계 속에서 생명을 누렸다. 궁정에서 귀부인들이 차지했던 존경은 결국 여성적인 취미와 기호와 고상함에 대한 배려를 낳았다.
민네장은 중세 독일 문학 장르로서 비교적 짧은 시간 내에 가장 많은 변화를 보여준 연애시문학이다. 민네장을 몇 가지에 한정해서 유형화한다면 다음과 같은 양상을 보여준다. 남성가, 여성가, 대화가, 화답가, 전령가, 십자군가, 연애가(구애가), 사랑의 탄식, 직접적인 구애가 혹은 탄식가, 민네교훈가, 조별가, 목가, 자연가, 리이히가 그것이다. 이상의 서술에 입각해서 천착할 때 중세독일문학인 민네장을 정의하기란 간단하지 않다. 이 장르는 비교적 짧은 기간 동안에 많은 내외적 변화와 변천을 겪으면서 다양한 형태로 꽃을 피웠기 때문이다.
민네장의 특징은 수 많은 특징이 있다. 우선 민네장은 연애시이다. 남자와 여자 간의 에로틱을 바탕으로 한 다양한 관계를 주제화하는 시문학이다. 민네장은 원천적으로 상호성을 바탕으로 하지만, 고급민네장에서는 남자가, 도달할 수 없는 영주의 부인일 수도 있는, 한 귀부인에게 일방적으로 종속되는 구애시이다. 둘 째 민네장은 고통의 노래이다. 에로틱한 연관 관계로 변형된 시대 비판과 존재 비판으로서 실존적 고통의 경험들을 보여주는 표현이기도 하다. 이 때 핵심적 내용의 관건적 문장으로는 예컨대 liep ane leit mac nibt sin(고통 없는 사랑은 있을 수 없다.)을 들 수 있다. 셋 째 민네장은 구애시이다. 대부분 한 남성의 서정적 자아에 의해 언표되지만, 경우에 따라 여성도 구애의 말을 입에 담을 수 있다. 넷 째 민네장은 낭송문학이다. 그 이유는 창가적인 낭송이 원칙적인 매개층위였기 때문이다. 그 낭송은 작가 자신에 의해, 아니면 궁정의 청중 앞에서 문제의 가요를 따라 부르는 후세의 가인들에 의해서 실현되었다. 특정 가요가 다른 가인들에 의해 수용되는 경우 그 작품은 변모할 수 있고 경우에 따라서는 새 작가에게 귀속될 수 있다. 다섯 째 민네장은 형식예술이다. 비교적 단순한 형식에서 출발하여 극도로 분화된 시행예술과 연(聯)예술을 비롯해서 매우 세련된 윤기법도 전개되었기 때문이다. 여섯 째 민네장은 변형의 예술이다. 주제와 모티프 및 형식적 수법들이 비교적 한정되어 있음에도 불구하고 이것들은 항상 새롭게 그룹을 형성하고 강조된다. 일곱 번째 민네장은 사상시이다. 헛된 구애와 희망의 테마는 변증법적으로 항상 거듭해서 새로운 방향으로 향하고, 논전적으로 조명된다. 여덟 번째 민네장은 역할시이다. 작가는 가상의 무대 위에 비교적 한정된 가상적 인물들을 내세운다. 이들은 에로틱한 상황, 남녀간의 상호성 및 사회적 구속성을 대리자로서 공연한다. 아홉 번째 민네장은 비현실적인 문학이다. 민네장은 특정한 역사적 현실의 반영이 아니다. 오히려 환상적이고 전형적인 반대 세계 속에서 고양된다. 열 번째 민네장은 사회문학이다. 민네장은 개인적 체험들을 집단적 경험의 모습으로 형상화한 사회예술이다. 열한 번째 민네장은 궁정적 신분문학이다. 민네장은 중용, 신의, 교육, 명예와 같은 궁정적, 기사적 신분윤리의 주도개념을 통해 문서로 기록된다. 열 두 번째 민네장은 다의적인 문학이다. 텍스트들은 각기 관심 방향, 감정상태, 교육 수준 및 의식수준에 따라 상이하게 이해될 수 있다. 열 세 번째 민네장은 실존적 문학이다. 당시의 현존재 문제를 민네의 이미지 틀 속에 함께 취급함으로써 의미론적 다층성에서 어려운 텍스트에 속하는, 바로 그런 텍스트들이 흔히 보다 통상적이고 문제성이 없는 텍스트들보다도 더 자주 전승되고 있다. 이는 실존의 복잡한 문제권을 건드리는 그런 의미층에 대한 보다 광범위한 관심을 알리는 신호일 수 있다. 열 네 번째 민네장은 언어예술이다. 연애가요들은 그 속에 형식의 기교성과 운율의 기교성, 언어 음향과 의미 차원들이 예술적인 통일성으로 용해되는, 본질적으로 높은 수준의 언어예술작품이다.

## 개요

### 배경 및 정의
전승은 1150~1160년대부터 시작되었다고 추정되며 남녀의 관계를 중심으로 둔 연애시문학이다. 내용은 플라토닉한 주제에서부터 남녀사이의 직접적인 성관계까지 다채롭다. 또한 원칙적으로는 그저 남녀사이의 이야기이지만 더 나아가면 고급민네장에서는 기사신분의 남자가 귀족의 여성 주로 귀부인이나 영주의 부인에 관한 구애의 사랑의 이야기가 많이 발견된다. 따라서 민네장이란 남녀간의 성적인 연애관계를 통해서 당시 시대와 존재를 비판하는 비판적 문학이며 당시 삶의 고통을 노래하는 시이자 음악이다.

### 장르적 특성
이 민네장이라는 독일의 시는 결국 당사자가 직접 의사를 전달하고자 하는 여성 또는 청중한테 앞에서 낭송해야된다는 특성이 있다. 그렇기 때문에 노래를 하는 가수는 결국 그 내용의 인물과 어느 정도 동일해야 했으므로 이를 통해 낭송사람의 신분이나 사회적 지위를 알 수 있으며 또한 당시의 궁정사회와 윤리에의 귀속성을 유추 할 수 있다. 처음에는 당시 시대상 신분으로부터의 자유는 없었지만 초기의 민네장에서는 그저 한 남성이 귀족 신분의 여성을 사모하는 내용으로 많이 나오며 이들의 관계를 ‘봉사’와 ‘보상’의 의미로 많이 표현된다. 이런 표현으로 보면 당시 봉건적인 사회의 주종관계에서 비롯된 것임을 알 수 있으며 나중에는 남자에서 귀부인이 아닌 기사에서 귀부인으로의 구도의 변화를 통해 남녀관계가 그저 사랑의 관계가 아닌 정치적인 관계로도 추론하게 해준다. 왜냐하면 이들은 결국 자신보다 높은 신분의 여성을 쟁취하면서 같이 따라오는 신분상승을 통해 자신들의 욕구를 충족하는 모습을 볼 수 있다. 때문에 후세에 가서는 주역으로 민네장에 활약한 인물들은 대부분 기사계급이었다. 또한 이것은 하나의 연가의 형식으로 불렸기 때문에 궁정에서 축제의 중심이라고 할 수 있었다. 나아가서 기사들의 무술시합과도 같이 그들 사이의 민네장 경연도 자주 했었다. 그러나 이 민네장 경연에서는 신분의 차이를 불구하고 가난한 종신부터 왕족까지 다양하게 출전하였으며 좋은 성적을 거두었을 시에는 높은 신분으로 상승하는 경우가 많았다고 한다. 이러한 측면에서 바라보면 중세의 민네장으로 통해 문학의 사회에 어떠한 영향을 어떻게 미칠 수 있는지 추론해 볼 수 있다.

### 민네의 종류

#### 고급민네
민네장은 형식적으로 남성들이 여성들한테 자신의 사랑을 표현하는 노래이다. 그러나 그 중에서도 여성을 그저 사랑의 동반자라는 이미지로 바라보기보다는 남자들이 우러러 봐야하는 지배계층으로서 여성을 표현한 곡들이 있는데 이런 특별한 형식의 민네장을 ‘고급민네’라고 불렀다. 때문에 주로 이러한 고급민네는 남성보다 높은 신분의 여성 즉 귀족 신분의 여성한테 불러진 민네장을 말한다. 이 고급민네에서는 그리고 유독 귀부인들이 남성한테서 원하는 행동이나 가치관에 관한 묘사도 자세하게 나오는데 이러한 것을 보면, 비록 그들이 직접 그렇게 행동하지는 않았어도, 그 당시 귀족들이 추구하던 행동방식과 품위 그리고 그들이 추구하던 미덕을 엿볼 수 있다.

#### 저급민네와 중용민네
그러나 몇몇은 위에 설명한 것처럼 신분적으로 차이를 내며 모든 것을 귀족들의 기준에 맞추어서 행동하고 사랑을 해야 된다는 것에 불만을 표출하였다. 그러면서 동시에 귀족 신분 보다는 오히려 보잘 것 없는 신분의 여성에게 자신의 사랑을 바치는 노래들도 나오기 시작하였는데 이것을 ‘저급민네’라고 불린다. 그러나 나중에 이것은 결국 성적 욕구만을 갈구하는 노래로 많이 변쳔되었으며 나중에는 ‘중용민네’라는 새로운 장르가 나오게 된다. 중용민네는 결국 너무 귀부인들한테만 맞추어주면서 부르기는 싫으며 그렇다고 해서 너무 욕정에 치우친 노래들은 부르기 불만이었던 사람들이 그 둘 사이의 균형을 맞춘 것이라고 보면 된다.

## 시대에 따른 민네장의 변천

### 초기 민네장 및 다양한 지역의 민네장

#### 초기 민네장(도나우 지방 민네장)
보통 1150년대부터 1170년대까지의 민네장을 주로 초기 민네장으로 나누며 이 당시의 시대적 특성으로는 많은 민네장 가인들이 도나우 쪽 지방에서 활동했기에 도나우 지방 민네장이라고도 많이 불린다. 이 시대의 민네장은 보통은 하나의 연으로 구성되며 장행시나 쌍각운을 지니며 운율도 대체적으로 자유로운 측에 속한다. 초기 민네장의 주제는 구애 및 헤어짐 작별 등 다양하며 처음에는 여성들의 감정을 많이 묘사하며 주제가 되는 경우도 많이 있었으나 나중에는 남성의 감정이 더욱 부각되는 것을 확인할 수 있다. 그러나 그렇다고해서 남성의 감정에 주제가 되는 가요를 여성이 창작하기보다는 남자들이 여성의 위치에서 그녀들의 시점으로 남성을 주제로 부르는 노래가 남성들의 창작곡들이었단 것이다. 그러나 아쉽게도 이때 당시의 연가들은 수집되어있는 것이 없어서 현재로서는 당시 가요가 실제 어떠하였는지 설명할 수 없으며 대부분의 증거들 또한 실종 상태이다. 때문에 가끔 옛 궁전들의 벽두에 적혀있는 시들을 통해서 그때 당시의 연가들의 특징들을 그나마 엿볼 수 있다. 대부분 단순한 형태를 지니며 민중적인 특색을 많이 갖추고 있다. 이때 당시의 민네장은 남성가, 여성가, 교체가 이 세 장르가 주를 이룬다. 여기서 교체가란 남성과 여성이 번갈아 등장하면서 노래를 이어가는 형태의 가요를 말하는데 대표적인 걸로 초기 독일 민네장 연가 작가군에 속해있는 디트마르 폰 아이스트의 한 연가가 있다.
MF34.3.

<높은 보리수나무 위에서 작은 새 한 마리 노래 불렀네>

1

높은 보리수나무 위에서 작은 새 한 마리 노래 불렀네

수풀 앞에서 그 노랫소리 커졌으니, 그 때 내 마음 또다시 부풀어

언젠가 내 안주한 적 있는 곳으로 달려갔다네. 내 거기서 장미꽃들 만발한 것 보았다네

이것들은 나로 하여금 한 여인을 향한 그 많은 사념들을 상기시켜 주는구나

2

나 연인의 품속에 안겨 있었던 때가 천년이나 된 것 같이 여겨지며

아무런 내 잘못도 없이 수많은 날들을 그 사람 내 곁을 떠나갔다네

그 후로 나 꽃핀 것 보지 못했고, 작은 새소리 듣지 못했다네

그후로 내 행복 사라져 버렸고 나의 고통 또한 엄청났다네
첫연은 남자가 그리고 뒷연은 여자가 화자이며 대화형식으로 이 두 연이 이어지지 않는다는 것이 이 교체가의 하나의 특성이다.

#### 라인지방의 민네장
주로 독일 상부의 라인 출신의 작가들이 지었으며 남북프랑스의 가요에 영향을 많이 받은 것으로 알려진다. 형식 또한 도나우 지방과 좀 차이가 있는데 라인 지방의 민네장은 다수의 연 구성과 쌍운보다는 교차운과 포옹운 등의 복잡한 운의 연결로 특이한 형태의 연 구성으로 되어있다. 이때에는 고급민네가 주부류로 많이 불렸다. 이 라인지방의 민네장은 당시의 독일 황제였던 하인리히 6세도 참여할 정도였으며 이를 통해 얼마나 이런 시문학이 하나의 사교예술로 그때에 많은 상류층의 사람들 사이에서도 보편적으로 불렸다는 것을 알 수 있다. 황제 하인리히 6세의 가요들을 보면 주로 연인과 멀리 떨어져 있으면서 생기는 그리움과 슬픔이 주 동기가 되며 후에 궁정적 십자군시문학에도 많은 영향을 주었다.
MF39,18

<나 연인에게 노래로 문안드리네>

1

나 연인에게 노래로 문안드리네

나 그녀를 놓칠 수도 없고, 또 그러고 싶지도 않다네

그녀에게 손수 내 입으로 인사하고 싶었지만

아, 그러지 못한 지 수많은 날들이 흘렀구나

서로 헤어져 있기가 이렇게도 고통스러운

그녀 앞에서 이제 이 노래 불러주는 자,

여자이든 남자이든, 그는 이것을 나의 문안으로 노래 불러야 한다네......
위의 시는 황제 하인리히 6세가 황제로서 있던 시절 직접 작시한 가요인 걸로 추측되며 앞서 얘기했듯이 연인과 떨어져서 생긴 그리움과 슬픔에 관한 노래의 첫 연이다. 심지어 나중 부분에는 왕관의 포기도 묘사하면서 자신의 사랑을 더욱 강하게 표현한다.

### 고전적 민네장
1190년에 독일의 시인들이 프랑스 프로방스의 영향에서 벗어나기 시작한다. 이때부터 1210년까지의 민네장을 고전적 민네장이라 한다. 대표적인 시인으로는 하인리히 폰 모룽겐(Heinrich von Morungen, 1155~1222), 라인마르 폰 하게나우(Reinmar von Hagenau, ?1160~?1205), 하르트만 폰 아우에(Hartmann von Aue, ?1160~?1220)이 있으며, 발터 폰데어 포겔바이데(Walther von der Vogelweide ?1170~?1230)에 이르러 고전적 민네장의 절정을 맞는다.

#### 하인리히 폰 모룽겐(Heinrich von Morungen, 1155~1222)

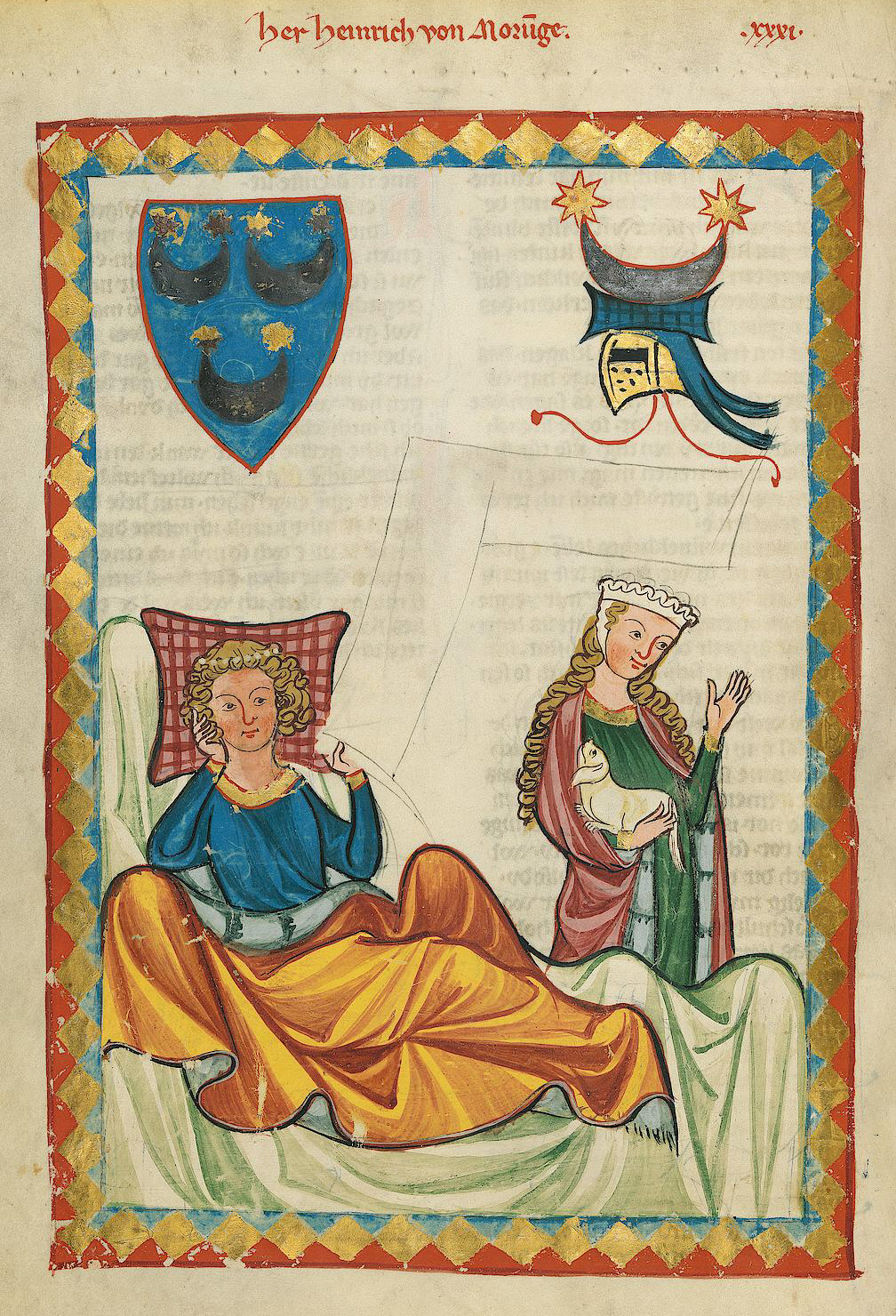
민네쟁어 하인리이 폰 모룽겐

##### 생애
모룽겐은 튀링겐에 있는 모룽겐 성에서 1155년에 태어났다. 디트리히 폰 마이센 후작의 궁정에서 봉신으로 일했으며, 발터 폰데어 포겔바이데를 만나 영향을 주었다. 1213년에 현직에서 물러나 1217년에 라이프치히에 있는 토마스 수도원에 들어갔으며 이곳에서 1222년에 작고했다.

##### 특징
MF143,22

<아, 너무나 아름다운 그녀>

1

아, 너무나 아름다운 그녀,

이 밤에도

눈보다 더 희게

내게 비쳐야 한단 말인가?

내 눈을 속이는 것이겠지.

내 생각에는 그것이

밝은 달빛이라고 여겼다네,

그 때 날이 밝아 왔다네.

2

‘아, 그는 언제나

밤이 우리에게서 물러가면

여기서 아침을 맞이해야 한단 말인가?

우리는 이것을 한탄해서는 안 되지.

‘아, 슬프구나, 이제 날이 밝았으니.’

이렇게 그는 애통해 했다네,

그가 최근 내 곁에 누워있었을 때.

그 때 날이 밝아 왔다네.‘

3

아, 그녀는 무수히

잠 속에서도 내게 입맞추었다네.

그 때 눈물이 그녀에게서

하염없이 흘러내렸지,

그렇지만 내 그녀 진정시켰고

그래서 그녀는 눈물을 거두고

나를 뜨겁게 포옹했다네.

그 때 날이 밝아 왔다네.

4

‘아, 그가 나를 그토록 뚫어져라

관찰했어라!

그는 내 옷을 벗기고

적나라하게 가련한 나를 응시하고 싶어했다네.

그래도 내 기분 나쁘지 않았다는 게

너무도 신기하였어라.

그 때 날이 밝아 왔다네.
초기의 가요들이 프랑스의 영향을 받아 만들어진데 반해, 모룽겐은 귀부인을 예찬하는 주제를 중심으로 고유한 표현들을 만들어냈다. 그는 귀부인을 찬미함에 있어서 시각과 청각의 현실적인 범주에서 비유하고 있다. 그의 작품들에서 작가적 현실 감각과 고유한 체험이 반영되었다. 특히 그의 <아, 너무나 아름다운 그녀>에서는 연인의 육체에 대한 공개적인 표출을 사용하였다.

#### 라인마르 폰 하게나우(Reinmar von Hagenau, ?1160~?1205)

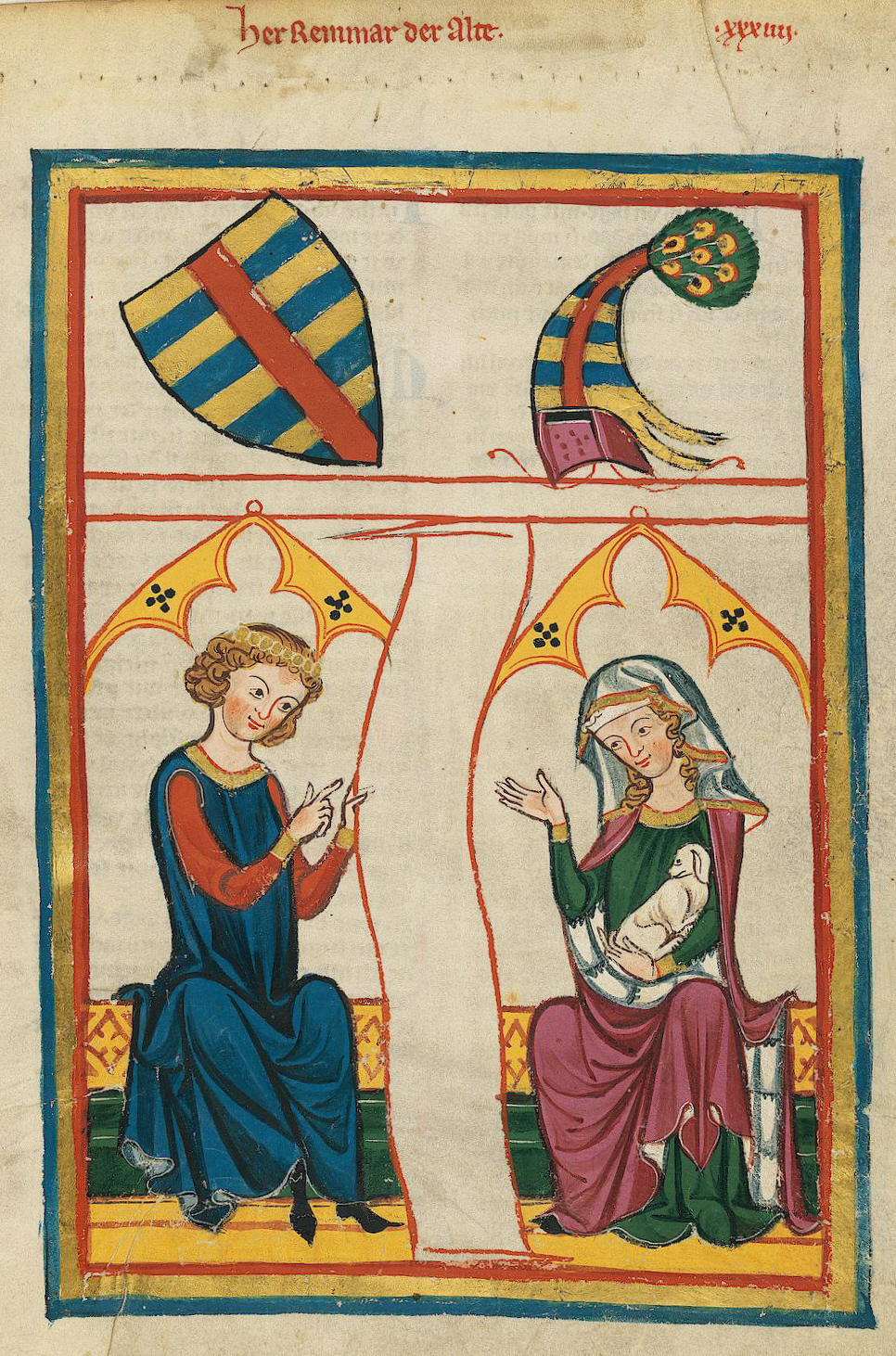
라인마르 폰 하게나우

##### 생애
라인마르의 생애는 잘 알려져있지 않다. 그의 정보는 주로 동시대 작가들의 언급을 이용하여유추한다. 라인마르의 출신지는 프랑스 알자스 지역이며, 하게나우 지방출신의 공훈귀족 태생으로 추정한다. 1190년경 이후 빈의 바벤버르거 가문의 궁정에서 지내며 발터폰데어 포겔바이데의 스승이 된다. 이후 1203년에 발터 폰 데어 포겔바이데는 연가에서 라인마르의 죽음을 서술했다.

##### 특징
MF159,1

<세상의 행복을 위해 한 남자가 언제나 쟁취해야 할 그 모든 것을>

1

세상의 행복을 위해 한 남자가 언제나 쟁취해야 할 그 모든 것을,

나 얻고자 노력하노라,

그건 바로 한 여인이지만, 나 그녀의

훌륭한 지체에 맞게 그녀를 칭송할 수 없구나.

나 다른 여인들한테 하는 식으로 예찬한다면,

그녀는 나를 좋게 생각하지 않는다네.

그래도 나 맹세코 그러려면 그녀는 즉각,

여인의 미덕으로는 한 번도 발 들여놓지 않았던 곳에 가 있으니,

이것으로 다른 이들은 기가 죽는다네.

2

그녀는 나에게 사랑스럽지만, 내 생각에

나는 그녀한테 전적으로 무관심한 존재이리라.

그렇다고 이제 어떻게 하겠는가? 내 그 점 감내하며

그래도 내 그녀에게 변치 않은 충정을 바친다네.

혹시나 나한테 기적 같은 일이 일어나

그녀가 나한테 언젠가 기꺼이 미소를 짓는다면 어쩌지?

그러면 나는 아무런 미움도 없이 그걸 허용하리라.

행복이 이 이상 더 잘 성사되었음을 말할 자 누가 있겠나:

그런 사람이 있으면 그렇게 하라지.

3

언젠가 내 육신이 고약한 변덕으로

나로 하여금 달려가 다른 여인을

친하라고 나한테 충고해 주더라도,

내 마음 그 곳밖엔 다른 데로 향하려 하지 않는다네.

칭송 받을지어다, 그 마음! 그토록 순수하게 선택할 줄

알아서 나에게 감미로운 과업 부여해 주었으니.

그래서 나 한 여인을 선택했다네.

세상 사람들이 모두 다 노여워하더라도, 나 그녀에게

봉사하게끔 그렇게 태어났음에 틀림없어라.

4

나 아직도 살 수 있는 햇수가 얼마나 남았는고,

그것이 몇 년이라 할지라도, 그녀의 봉사에서 하루도 빠지지 않았다네.

나 그녀의 시종이라네,

비록 그녀의 총애 때문에 고약한 일을 당한다 할지라도

나 그녀에게 봉사하는 일로 즐겁다네.

그녀가 나한테 조금이나마 그 대가를 치러줄지도 모른다네.

내 말 믿어 줘요, 내 그녀로 인해 마음속에 지니고 있는 이 고통

하루에도 자주 그녀에게 호소한다면.

5

만약 재잘거리는 그녀의 입술에서 키스를

훔쳐 내는 행복이 나에게 주어진다면,

만약 하느님께서 그걸 나에게 허용해 주신다면,

그러면 나는 그걸 남몰래 간직하고 언제나 비밀로 할 테야.

그렇지만 그녀가 이걸 커다란 모욕으로 간주하고

이 악행 때문에 나를 증오하게 된다면,

그럼 난 어쩌지, 불쌍한 인간인지고?

그 땐 나 그것을 탈취해 온 곳에다가

도로 갖다 놓을 거야,

나 할 수 있는 한 멋지게.
1연의 마지막행인 ‘이것으로 다른 이들은 기가 죽는다네’는 장기에서 외통수가 되는 모습을 나타내는 일종의 장기은유이다. 이후 제자인 발터 폰 데어 포겔바이데가 비판의 목적으로 이 시를 인용한다.
라인마르의 작품은 주로 신분을 뛰어넘는 연애사를 다룬다. 주인공은 여인에게 대가없이 봉사하며, 이를 보답 받을 수 없다는 점에서 고통을 받는다. 이러한 고통을 탄식하는 그의 어조는 형식적·내용적·관념적 고전성의 정수라 평가받는다. 모룽겐의 작품에서는 직접적인 체험이 나오는데 반해, 그의 가요는 현실과는 무관한 특징을 지닌다. 이에 대한 반발로 후에 제자인 발터 폰 데어 포겔바이데와 논쟁을 하는 등 다른 시인들의 장르 변화에 영향을 주었다.

#### 하르트만 폰 아우에(Hartmann von Aue, ?1160~?1220)

##### 생애
아우에의 생애 역시 잘 알려져 있지 않다. 그는 독일 슈바벤 출신이며 제3회 십자군전쟁(1189∼1192)에 참가한 뒤 1220년경에 작고했다.

##### 특징
MF216,29

<많은 사람들이 나에게 즐거운 마음으로 말을 하는군요>

1

많은 사람들이 나에게 즐거운 마음으로 말을 하는군요.

- 하지만 나는 그 말에 별로 기쁘지는 않답니다.

“가세, 하르트만, 고상한 귀부인들한테

구애하러 가자꾸나!“

제발 저들이 나를 가만히 내버려 두고

저들만 귀부인들한테로 달려가면 좋겠는데!

나는 마음이 내키지 않는답니다, 저 귀부인들한테서는 쇠약하고 지친 상태로

그들 앞에 서 있는 일 외에는 달리 할 일이 없는걸요.

2

귀부인들에 대해 나는 한 가지 입장뿐이지요.

그들이 나를 대해 주는 것처럼 나도 그들을 대하는 것이지요.

왜냐하면 나는 나의 여가를 신분이

낮은 여인들과 함께 더 잘 보낼 수 있으니까요.

어디를 가든 그 곳에는 그런 여자들이 많으니까요.

그런 곳에서 나는 역시 나를 원하는 여자를 발견하지요.

그래서 그런 여인은 역시 내 마음의 기쁨이기도 하지요.

나의 목표를 너무 높은 곳에 두는 것이 무슨 소용이 있겠습니까?

3

언젠가 내가 철부지였을 때 있었던 일인데,

어느 한 귀부인에게 나는 이렇게 말했답니다.

“주인마님, 나의 모든 갈망은

그대의 민네를 목표로 하고 있사옵니다.“

그 때 나는 아마 이상하다고 비웃음을 당했을 것입니다,

그렇기 때문에 나는 그대들에게 분명히 말하는 것입니다,

‘나는 앞으로 내 눈을, 오직 그런 일이 나에게서 더 이상 일어날 수 없는

귀부인들한테로만 돌릴 것’이라고.
아우에는 기사들의 궁정생활을 문학적으로 묘사하는 데 성공한 최초의 시인이다. 그는 궁정적 연가와 개인적인 운명의 조화가 불가능하다는 것을 깨닫고 서정시문학에서 좌초된다. ‘너무 높은곳에 둔 목표’에서 이탈하여 소박한 여인에게로 방향을 전환하는 것이 작품에도 언급된다. 이외에는 아더왕 전설을 노래한 동화적 서사시와 십자군전쟁 이후의 종교적 서사시가 전해진다. 그는 후기로 갈수록 언어가 유창해지고, 운율이 깨끗하게 발전했다는 평가를 받는다.

#### 발터 폰데어 포겔바이데(Walther von der Vogelweide ?1170~?1230)

##### 생애
발터 폰데어 포겔바이데는 1170년경 오스트리아에서 태어난 것으로 추정된다. 1190년부터 빈의 바벤베르크 궁정에서 후원을 받아 지내며, 그곳에서 라인마르 폰 하게나우로부터 작시와 작곡을 배운다. 그는 1198년에 후원자인 프리드리히 1세가 죽은 뒤로는 음유시인이 되어 각지를 돌아다녔다. 이후 1203년 다시 빈으로 돌아와 프리드리히2세에게 봉사했으며, 1220년경 독일의 뷔르츠부르크 근처에 봉토를 얻어 정착했다. 그의 후기 시에서는 주로 1228~1229년경의 십자군원정에 대해 언급되어 있으며 이것이 마지막 작품으로 전해진다. 그는 1230년경 뷔르츠부르크에서 작고했다.

##### 초기 발터의 작품
W112,35

<귀부인이여, 제발 나의 얘기를 들어 주오>

1

귀부인이여, 제발 나의 얘기를 들어 주오.

나는 사자로 그대에게 들려 줄 게 있소이다.

그대는 이미 오랫동안 걸머지고 온 한 기사의 근심의 부담을

그에게서 덜어 주어야 한다오.

사실 나는 그 점을 이렇게 증명해야만 하겠소.

만약 그대가 그를 행복하게 만들어 주신다면,

틀림없이 그로 해서 많은 이들도 즐거워질 것입니다.

2

귀부인이여, 그대는 그에게 높은 기상의 기쁨을

선사하는 일을 포기해서는 안 된다오.

그대는 그 일로 이득을 볼 것이며, 모든 사람들도

마찬가지로 즐거움을 누릴 것입니다.

만약 그대가 그를 행복하게 해준다면

그의 마음을 기꺼이 그대의 명예와

품위를 예찬할

준비 자세가 될 것이기 때문입니다.

3

귀부인이여, 그를 환희에 넘치게 해주오,

그의 행복은 모두 당신 손에 달려 있으니까요.

그는 온갖 미덕과 명예를 구현하고 있는 당신의

훌륭한 품성을 향유할 수 있는 가치의 인물이지요.

귀부인이여, 그에게 고상한 기품을 선사해 주오.

그대가 원하기만 한다면, 그 사람의 고민은 당장 변할 것이고,

그래서 그가 행동할 경우

오직 선행만 행하려고 노력하는 걸 배울 것입니다.

4

“나는 이 문제에 있어서 그를 철저히 믿어서는 안 되지요,

그 사람이 변함 없으리라고 믿을 수도 없어요.

모든 바른 길 옆에는 비뚠 길이 있는 법이니까요.

하느님, 그렇게 안 되도록 나를 보호하소서.

나는 나에게 다른 방도를 가르쳐 주고자 하는 모든 이들의

분노를 자아낸다 하더라도 곧은길을 가렵니다.

비록 내가 어디로 향한다 할지라도,

어디서나 하느님께서는 나를 보살펴 주소서."
이 시기의 작품들은 라인마르의 영향에서 벗어나지 못하는 것으로 간주되며 고전적 민네의 구성 요소로 점철되어 있다. 그러나 라인마르와는 다르게 그의 가요는 밝고 즐거운 어조로 되어있다. 그의 문학도 여인에 대한 봉사를 기반으로 한다는 점에서는 기존의 연가와 같지만, 자신이 연인을 직접 대하고 있을 때에만 봉사한다는 점이 구별되는 특징이다.

##### 라인마르와의 논쟁
이 연가는 라인마르의 <세상의 행복을 위해 한 남자가 언제나 쟁취해야 할 그 모든 것을,>의 곡조로 만든 발터의 연가로 1연에서는 발터의 대사, 2연에서는 라인마르의 연가에 나오는 귀부인의 대사로 이루어져 있다. 발터는 일종의 비판적 ‘현실주의’의 대변자로서, 민네장이 현실과 동떨어지는 문제를 남녀간의 영역에서 새로운 돌파구를 찾고자 노력했다. 그는 라인마르가 권장하는 고급민네에 대하여 보상받지 못하는 봉사의 문제점을 공격하며 민네의 문제성을 주제로 라인마르와 논쟁을 벌였다.
W111,22

<재판관의 허락 없이 너무 비싼 값을 부름으로써>

1

재판관의 허락 없이 너무 비싼 값을 부름으로써 내기에서 추월당할 수 없다고 생각하는 한 남자가 있는데, 사실 아무도 그의 수법을 허용할 수는 없다네.

그는 스스로 한 특정한 여자만 쳐다보면 즉각

그 여자가 자신의 부활의 기쁨이 된다고 고백하고 있다네.

만약 모두가 그의 말을 맹목적으로 되풀이한다면,

우리들 다른 사람들은 그 꼴이 어떻게 될 것인지?

내가 바로 그 반론을 제기하도록 강요받는 사람이로다:

그 부인을 애교 있게 맞이한다면 더 좋지 않을까!

이것이 장기에서 장군이란 주장에 대해 멍군으로서의 나의 반격이라네!

2

“지금까지 나는 높은 명성과 굳은 마음의 여자로서

존립했었고, 또 앞으로도 누가 도둘질을 해서 나에게 피해를

입힐 일을 스스로 막을 수 있다고 믿는다네.

누구라도 여기서 나로부터 키스를 얻으려고 애쓰는 자는

오히려 품위 있게 다른 방법으로 그걸 얻으려고

노력해야만 할 것이오. 그러나 갑자기 그가 그 전에

그걸 얻게 되는 일이 생겨난다면, 그는 그 후로 계속 여기서나

또는 어디에 있든

나에게 그 도둑질에 대한 책임을 져야 한다네.“

##### 민네에 관한 논쟁과 새로운 형태의 민네
발터는 라인마르와 의견을 대립하게 되고, 새로운 형태의 민네를 창작해낸다. 고급 민네의 값진 장신구로 치장한 여인을 민네봉사의 대상으로 선택하는 민네관과 진정한 사랑을 경험해보지도 못한 사람들이 다루는 민네에 회의감이 들었던 발터는, 남녀간의 진정한 사랑은, 외관적인 신분과 겉모습이 아닌, 내적인 흥미로부터 유발되며, 쌍방향간에 표현돼야 한다는 결론을 내렸다. 발터는 이러한 생각을 통해 ‘처녀가’와 ‘중용민네’라는 두 장르를 창작해냈다.

###### 처녀가
처녀가는 남녀간의 동등권에 관한 새로운 이념을 제시하는데, 고전적 연가의 특징적 개념인, 공허성과 부당성에 맞서 싸우고, 남자의 굴욕과 비하에 대해서도 반기를 든다.
또한, 발터의 연가는 새로운 사랑의 원칙을 통해 전통적으로 여인에게 봉사하는 것에 연연하는 고전적 연가와 구분하여, 남녀 상호성을 기초로 한다.
다음은, 발터의 처녀가 중 한 부분이다.
W49,25

<내 사랑하는 작은 귀부인이여>

4

나는 언제나 그랬던 것처럼 그들의 질책을 감내하고 있으며

앞으로도 항시 감내하리라.

너는 아릅답고 부자이로다.

하지만 그들이 나에게 이 점에 관해 무슨 말을 할 수 있겠는가?

그들이 무엇이라 말하든 나는 너를 사랑하나니,

유리가 박힌 너의 반지가 나에겐 여왕의 금반지보다도

더 값지다네 .........

‘유리가 박힌 너의 반지가 나에겐 여왕의 금반지보다도 더 값지다네’ 라는 구절에서 보면, 고급민네에서 보여지는 특성, 외적으로 치장을 중요시하고, 사회적 지위가 높은 여인에게의 봉사가 아닌, 자신이 내적으로 호감을 가진 여인을 아름답게 느끼는 발터의 특징이 잘 나타난다.
또한, 처녀가 전반적으로 scboene(외면)과 libe(내면)의 대조가 계속해서 나타나는데, 발터는 libe를 사랑스런 존재의 발현으로 나타내고, 또 우리의 가장 깊은 내면에서 우리를 긍정적으로 감동시키는 것으로 표현한다. 여기서, 내면적 아름다움과 사랑을 더 강조하는 처녀가의 특징이 잘 나타난다.

###### 새로운 고급연가 ‘중용민네’ 의 출현
또한, 발터는 경직화의 길을 걷던 궁정적 민네와 감각적인 측면을 강조하던 저급 민네를 조화 시키려는 새로운 시도를 하게 된다. ‘중용‘이란 뜻은 새로운 의미를 얻게되고 고급민네와 저급민네를 연결해주는 매개심 역할이라는 것이다. ’중용민네’는 시기적으로는 처녀가보다는 후기에 작성되었으리라고 간주된다.

###### 만년의 시문학
발터는 만년에 들어 세태의 변화로 인한 정치적,사회적 현실의 무질서에 대해 분노를 느끼며, 젊은이들을 꾸짖는 교도자의 역할을 자처한다. 시인의 어조는 격언에 가까운 경고풍의 준엄함을 지니면서 고발하는 성격이다.
소위 발터의 비가라고 불리는 W124,1은 파문 당한 프리드리히 2세의 십자군원정(1228~1229년)에 참여할 것을 호소하고 있다.
W124,1

<경미한 속죄로도 그는 엄청난 죄악에서 구원받으리>

경미한 속죄로도 그는 엄청난 죄악에서 구원받으리,

이 점을 생각하라 기사들이여!

이게 대들이 해야할 의무라네!

...

그러면 이 불쌍한 자 풍성한 포상을 받을지니.

하지만 내, 영주의 땅이나 황금을 말하는게 아니라오.

모든 행복의 왕관, 그걸 나, 영원히 쓰고 싶은 거라오!

크라우스(Carl von Kraus)는 이 비가를 ‘독일 중세에 생겨난 최대의 경이“라고 극찬했다.

###### 격언 문학
여기서 격언은, 가창을 위한 문학이라는 뜻이다. 발터는 궁전들을 전전하면서 세상의 경험을 넓히고 문학 수업을 다져나간 결과로 연가 외에도 연인들의 이별을 탄식한 조별가, 사랑을 노래한 전원시, 허무함을 노래한 십자군시 등을 짓는다.

#### 나이트 하르트 폰 로이엔탈(Neidhart von Reuental ?1180~?1240)

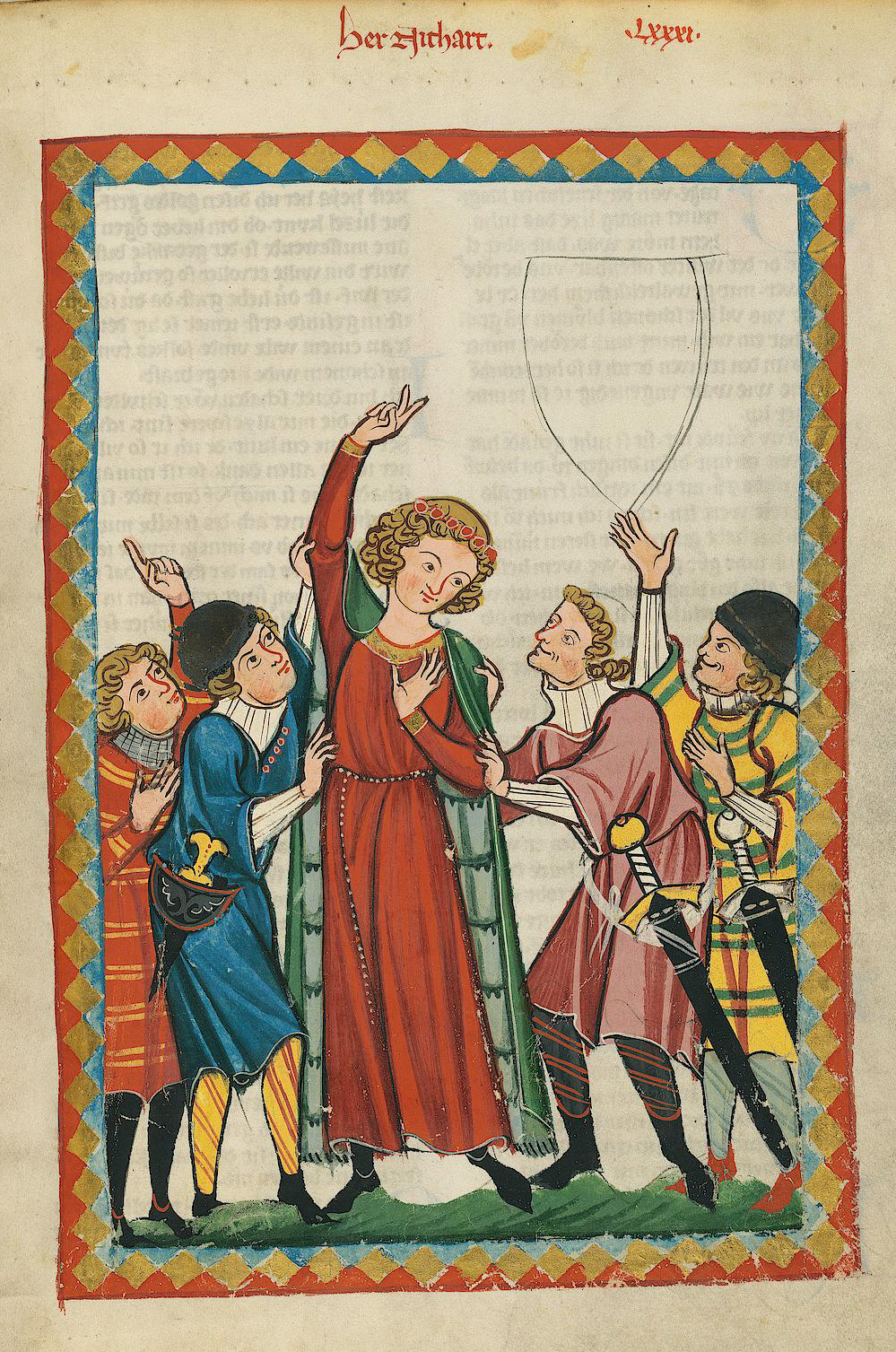
나이트 하르트 폰 로이엔탈

##### 생애
1180~1190년 사이에 바이에른 지방에서 태어난 기사로 알려져 있다. 공작 오토 2세 밑에서 봉신으로 종사했고, 1228~1229년에는 프리드리히 2세의 십자군 원정에도 가담했다. 1230년경에는 봉건제후와의 불화로 바이에른 지방을 떠나 오스트리아로 피신했다. 1240년경에 세상을 떠난 것으로 추정된다.

##### 특징
나이트 하르트 폰 로이엔탈 시대적 환멸과 불협화음, 대조 그 자체를 두려워 하지 않았다. 그는 후기 중세의 시작을 알리는 전령의 역할을 맡는다.
라인마르와 발터가 활약한 오스트리아에서 활동, ‘고통의 골짜기’출신의 ‘악동’이라고도 불리는 그는 격에 얽매이지 않고, 육감적 초관능적인 시가로 축제의 전례와 의식을 파괴하여 하나의 전환기를 맞이하게 한다. 이로써 정교하게 고안된 민네의 실체는 더 이상 궁중에서만 불리는게 아닌, 농촌마을로 그 무대를 옮긴다.
궁정세계와 농민세계가 상충함으로써, 민중의 시대가 도래했다.
그는 13세기에 독일에서 가장 영향력이 컸던 가요작가였고, 그의 작품은 16세기까지 알려질 정도로 유명했다.
그의 후기가요, 특히 십자군가요에서는 체념에 찬 종교적 색체가 뚜렷하게 드러난다.
결국 나이트하르트의 시가들은 독일의 중세시문학에 새로운 테마의 문호를 열게 하였고, 그럼으로써 극히 기교적이고 인위적이기만 했던 궁정적 요소들의 살풍경을 풍자하고, 그것에 활발한 농촌 생활을 가미시켜 가요의 경직성을 깨뜨리는 역할을 수행했다.

### 후기 민네장
1210년대부터 1300년까지의 민네장을 후기 민네장으로 나누며 이 시기는 나이트하르트의 활동 시기와 부분적으로 교차하고 있는 이 시기의 시문학에서는 근본적인 혁신이나 특징은 없다. 이미 존재하는 경향들의 형식적인 특화들이 단지 개별 작가들에 따라서만 존재할 따름이다. 이제 시행 구성과 운 구성은 최고도의 ‘기술적‘수준까지 올라섰고, 이에 따라 자기 목적과 취향에 맞게 성격을 획득하게 되는 면도 자주 있게 된다. 이 시기의 대표적인 시인으로는 스위스 출신 작가로는 울리히 폰 징엔베르크. 콘라드 폰 란트데크, 발터 폰 클링엔, 하드라우프, 콘라드 폰 뷔르츠부르크가 있으며, 슈바벤 출신 작가로는 부르크하르트 폰 호엔펠스, 고트프리트 폰 나이펜, 울리히 폰 빈터슈테텐이 있다.

#### 부르크하르트 폰 호엔펠스(Burghart von Hohenfels)
부르크하르트 폰 호엔펠스는 1220~1260년 사이에 형식적인 기교를 지적으로 표현하거나 정서적으로 기막히게 구사함으로써 새로운 구속성을 찾고자 했고, 일종의 이상주의적 교의에서 떨쳐나와 자연과 사물 세계의 광휘를 순전히 그 자체 때문에 즐거워하는 세상을 표현했다.

##### 특징 및 작품
<그녀는 해와 같아서>

그녀는 해와 같아서,

조금 전까지도 그토록 밝게 빛났던 별들을

희미하게 사라지게 만든다네.

나의 여주인 역시 그와 꼭 마찬가지로

다른 모든 여인들에게서 광채를 완전히 앗아간다네.

그렇다고 이 여인들이 덜 아름다운 것은 결코 아니라네.

영예는 그녀의 것이니, 그녀한테 그것이 낯선 것은 아니라네.

그녀는 모든 미덕으로 하여금 불타오르게 해서,

세상의 기쁨을 알려 준다네.

그렇기 때문에 사람들은 그녀를 칭송한다네.........

#### 울리히 폰 리히텐슈타인(Ulrich von Lichtenstein)

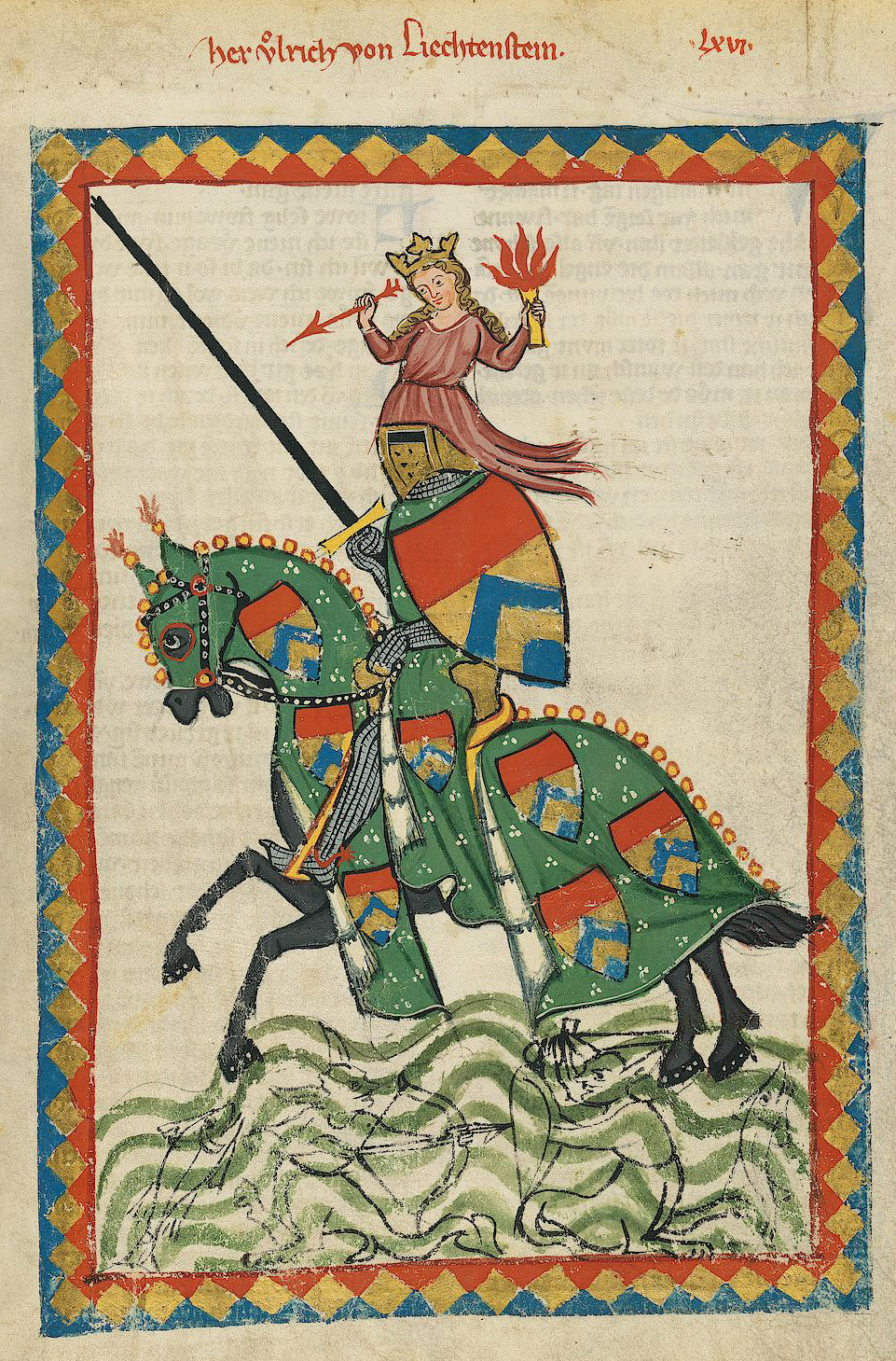
울리히 폰 리히텐슈타인

울리히 폰 리히텐슈타인은 호기심을 끌기도하고 또한 감동을 자아내기도 하는 의상과 체험으로 새로운 민네의 세계를 연출하려 시도했다.

##### 특징 및 작품
<밤을 어떻게 노래해야 할지 나는 모르겠네.>

밤을 어떻게 노래해야 할지 나는 모르겠네.

밤은 나에게 어떤 행복도 가져다 주지 않는다오.

나의 가장 큰 소망은 낮에 있다네. 낮은 밝기 때문이지.

또한 낮이 밝히는 빛은

내 여주인과 아주 흡사하다네.

때문에 낮은 축복 받으리.........

### 중세 말기의 민네장
14세기에서 15세기로 접어드는 소위 중세 말기에 있어서 기사계급과 민중의 윤리적 타락, 전반적으로 불안한 정치상황, 국력 쇠퇴등 사회적인 변화는 민네장에도 큰 영향을 주게된다.
11세기와 12세기 중엽 이전처럼 성직자 작가들의 문학도 아니고, 기사나 공훈귀족들의 예술적인 문학도 아니게 된다. 독창적이고 참신한 창작보다는 문학적 본보기의 재생산이나 전형들의 계열 형성이 더 중요시되며, 산문으로 된 소설이 생겨나기 시작하여, 점차 전통적 운문은 쇠퇴하게 된다. 이러한 배경하에 독일 민네장 역시 그 화려한 자태를 유지하지 못한다.
남녀의 뜨거운 사랑과도 무관하게 되었으며, 교훈적이고 세속적인 내용과는 등을지고 종교적인 생활 쪽으로 방향을 돌리게 된다. 반면에, 폭발적인 인간성으로 믿을 수 없을 정도로 생생하게 인물을 묘사하며, 행복, 고뇌, 사랑, 고통등 개인적인 체험을 주로 표현 하게 된다.
이러한 배경하에 확인되는 독일 민네장의 모습은 화려하지 않다.

#### 후고 폰 몬트포르트(Hugo von Montfort)

##### 특징 및 작품
<나는 한 파수꾼에게 날이 밝았느냐고 물었습니다.>

나는 한 파수꾼에게 날이 밝았느냐고 물었습니다.

그는 나에게 대답했습니다.

“정말 자네한테 말하건대,

곧 날이 밝아 올 것이네.

왜 자네는 자네 자신을 눈여겨보지 않는 거요?

나는 자네한테서 알아챘다네,

자네는 자네 생애의 정오에 이르기까지

여기 지상에서 살아왔다네.

하지만 자네는 아직도 여전히 내가 자네를 떠났을 때와 꼭 같다네.

언제 자네는 그 짓을 관둘 생각이지?

자네한테로 암울한 방이 다가오고 있다네.

이성적인 마음으로 눈길을 들게나. 그리고 돌아갈 숙소를 생각해 보게나!

지상의 모든 것은 어쩔 수 없이 사라지는 것이야!......"
전통적인 민네장의 전형을 수용*계승하면서 때로는 리얼리즘적인 방식으로, 때로는 도덕화하는 방식으로 그것을 변형시키고 있는 그의 연가에서는 많은 것이 이 작가의 독자적이고, 사적이며 자서전적인 요소를 드러내 주고 있다. 예컨대 당시로서는 흔치 않게 세 번이나 결혼한 후고 폰 몬트포르트(Hugo von Montfort)는 자신의 아내를 노래로써 예찬하고 있는가 하면, 위에서처럼 종교적 성격을 띤 조별가에서 그는 민네장의 장르 중에서도 가장 인상적으로 ‘세속적’이며 ‘감각적’인 이 갈래에 새로운 종교적 전환을 가져다 주고 있다. 즉 전통적인 조별가에 나오는 파수꾼의 외침은 그의 경우 ‘메멘토 모리’(죽음을 상기하라)로, 밤은 이 세상에서 죄를 짓는 시간으로, 삶은 영원한 천상의 아침을 준비하는 단계로 그 의미가 변하고 있음을 알 수 있다.

#### 오스발트 폰 볼켄슈타인(Oswald von Wolkenstein)

##### 특징 및 작품
<나 쌀쌀한 아침 안개로부터 한 줌 입김을 감지하나니>

“나 쌀쌀한 아침 안개로부터 한 줌 입김을 감지하나니,

내 생각에 그의 이름이 들렸고 그는 북동쪽이라고 알려졌음을

나는 감지하는 것 같아라.

나, 파수꾼은 말하나니, 조심하소서! 낮은

우리들에게 이제 어두운 숲으로부터 다가오고 있다네.

새들은 사방에서 노래하나니,

산과 골짜기에서는 종달새하며, 방울새, 지빠귀,

나이팅게일 등의 노래가 울려 퍼지네.

누군가가 긴긴 밤 내내 즐거움을 만끽하면서

여기서 안전한 보호를 받고 누워 있다면,

그는 이제 더 오래 연인과 함께 있으려면 조심해야 할 것이네.”

처녀는 잠이 들어 버렸고,

젊은이는 역시 감시를 더 잘 하지 못하고 말았네.

두 사람은 소리질렀으니, “아이구머니 이를 어쩌나!”

적대적인 날이 밝아 왔구나.

아가씨는 그 남자를 매우 꾸짖었으니,

“낮이여, 그대는 안성맞춤이 되게끔

명예를 간직할 수 있는 방법을 이해하지 못하는군요.......
여기서는 오스발트 역시 조별가의 전통을 취하고는 있지만, 여러 관점에서 자기만의 특유성을 보여 주고 있다. 그는 등장인물들로 하여금 경험의 토로에서 경쾌함과 거침없는 솔직성을 드러내게 하며 또 서술적 표현에서는 언어적 유려함과 비속한 사실성으로 임하고 있다. 그럼으로써 이 작가는 작품에 등장하는 연인들의 감정에 때로는 희극적 유머 감각이 넘쳐흐르는 전환점을 마련해 줄줄 안다. 바로 이런 점이 전통적인 장르의 민네장에서는 찾아볼 수 없었던, 모든 근심걱정을 떨쳐버린 경쾌한 분위기의 촉매제로 작용하는 인자이기도 하다.